# 大明竹
大明竹（学名：Pleioblastus gramineus）为禾本科大明竹属下的一个种。